# Blind Passenger
Blind Passenger wurde 2010 zunächst als elektronisches Science-Fiction-inspiriertes Soloprojekt von Nik Page gegründet in Anlehnung an seine frühere Band Blind Passengers. Nach dem Debüt-Album Next Flight to Planet Earth veröffentlichten Blind Passenger 2013 die CD Zeitsprung, auf der hauptsächlich bekannte 1980er Wave-Hits neu aufgelegt wurden.

## Stil
Typisch für die Band sind aufwendige surreale Videoclips wie z. B. für die Titel Electrocop und Don't Drag Me Down, sowie ihre unkonventionellen Liveinszenierungen, bei denen Nik Page mit diversen Science-Fiction-inspirierten Showutensilien (wie z. B. Laserauge, Back Pack-Nebelwerfer) agiert und Perkussion-Einlagen auf Ölfässern und anderem Industrieschrott in die Songs einbaut.

## Diskografie

### Studioalben
- 2010: Next Flight to Planet Earth
- 2013: Zeitsprung
- 2014: Digital Criminal

### Singles
- 2010: Don't Drag Me Down
- 2011: Electrocop
- 2013: Fade to Grey
- 2011: Fukushima Slot Machine
- 2015: A Forest (feat. Modekay)
- 2016: Shake Hands
- 2016: Golden Waves (feat. Surfers International)
- 2020: The Golden 80s Compilation!! (Zeitsprung Vol. 2)